# Japanische Badmintonliga
Die Japanische Badmintonliga (jap. バドミントン日本リーグ, Badominton Nihon Rīgu für Badminton Nihon League) wurde im Jahr 1979 etabliert, wobei seit Beginn der Liga getrennte Wettbewerbe für Herren- und Damenteams ausgetragen werden. 2015 fanden die Meisterschaften zum 37. Mal statt. 2016 wurde der Wettbewerb durch die Badminton S/J League ersetzt.

## Die Sieger
| Nr. | Jahr | Herrenteams  | Herrenteams                 | Damenteams       | Damenteams      |
| Nr. | Jahr | Meister      | Vizemeister                 | Meister          | Vizemeister     |
| --- | ---- | ------------ | --------------------------- | ---------------- | --------------- |
| 1   | 1979 | Yonex        | NTT Tokio                   | Suntory          | Yonex           |
| 2   | 1980 | NTT Tokio    | Yonex                       | Kawasaki Rackets | Suntory         |
| 3   | 1981 | NTT Tokio    | Japanische Sportuniversität | Suntory          | Yonex           |
| 4   | 1982 | NTT Tokio    | Yonex                       | Suntory          | Sanyo           |
| 5   | 1983 | Yonex        | NTT Tokio                   | Suntory          | Yonex           |
| 6   | 1984 | NTT Tokio    | Yonex                       | Suntory          | Sanyo           |
| 7   | 1985 | NTT Tokio    | Yonex                       | Suntory          | Sanyo           |
| 8   | 1986 | Yonex        | NTT Tokio                   | Sanyo            | Sankyo Tateyama |
| 9   | 1987 | NTT Tokio    | Yonex                       | Yonex            | Sanyo           |
| 10  | 1988 | NTT Tokio    | Toyota                      | Sanyo            | Yonex           |
| 11  | 1989 | NTT Tokio    | NTT Kansai                  | Suntory          | Sanyo           |
| 12  | 1990 | NTT Tokio    | NTT Hokkaido                | Sanyo            | Suntory         |
| 13  | 1991 | NTT Tokio    | Tonami                      | Suntory          | Yonex           |
| 14  | 1992 | NTT Tokio    | NTT Kansai                  | Suntory          | Sankyo Tateyama |
| 15  | 1993 | NTT Tokio    | Tonami                      | Suntory          | Sanyo           |
| 16  | 1994 | NTT Tokio    | Tonami                      | Suntory          | Sankyo Tateyama |
| 17  | 1995 | NTT Tokio    | Unisys                      | Sankyo Tateyama  | Sanyo           |
| 18  | 1996 | NTT Tokio    | Tonami                      | Sankyo Tateyama  | Sanyo           |
| 19  | 1997 | YKK Kyushu   | NTT Tokio                   | Sankyo Tateyama  | Sanyo           |
| 20  | 1998 | YKK Kyushu   | NTT Tokio                   | Sankyo Tateyama  | Sanyo           |
| 21  | 1999 | YKK Kyushu   | Sanyo                       | Tonami           | Sankyo Tateyama |
| 22  | 2000 | YKK Kyushu   | Sanyo                       | NTT Ostjapan     | NEC Kyushu      |
| 23  | 2001 | Tonami       | Yonex                       | NTT Ostjapan     | Sanyo           |
| 24  | 2002 | Tonami       | Unisys                      | Sanyo            | Yonex           |
| 25  | 2003 | Tonami       | Unisys                      | Sanyo            | Yonex           |
| 26  | 2004 | Tonami       | Unisys                      | Sanyo            | Yonex           |
| 27  | 2005 | Unisys       | NTT Ostjapan                | Sanyo            | Yonex           |
| 28  | 2006 | Unisys       | Tonami                      | Sanyo            | Yonex           |
| 29  | 2007 | NTT Ostjapan | Tonami                      | Sanyo            | NEC Kyushu      |
| 30  | 2008 | NTT Ostjapan | Unisys                      | Sanyo            | NEC SKY         |
| 31  | 2009 | Unisys       | Tonami                      | Sanyo            | NTT Ostjapan    |
| 32  | 2010 | Unisys       | Tonami                      | Unisys           | Sanyo           |
| 33  | 2011 | Tonami       | Unisys                      | Unisys           | Renesas         |
| 34  | 2012 | Tonami       | Unisys                      | Renesas          | NTT Ostjapan    |
| 35  | 2013 | Unisys       | Tonami                      | Unisys           | Renesas         |
| 36  | 2014 | NTT Ostjapan | Tonami                      | NTT Ostjapan     | Unisys          |
| 37  | 2015 | Unisys       | Tonami                      | Unisys           | Saishunkan Co.  |